# ملکی (هیرمند)
ملکی یک روستا در ایران است که در استان سیستان و بلوچستان واقع شده‌است. ملکی ۲۸۰ نفر جمعیت دارد.